# Consell Regional de Menashe
El Consell Regional de Menashe (en hebreu: מועצה אזורית מנשה) (transliterat: Moatza Azorit Menashe) és un consell regional proper a la ciutat de Hadera, al districte de Haifa d'Israel. El nom fou agafat d'una de les dotze tribus d'Israel. El clima plujós de la zona va afavorir l'agricultura, però actualment els habitants dels diferents nuclis de població es dediquen més aviat al comerç i a la indústria. Al consell regional s'hi troben moltes reserves naturals i restes arqueològiques, cosa que fa que cada setmana hi passin desenes de milers de turistes.

## Entitats de població
- Kibbutz: Barqay, En Shemer, Gan Shemu'el, Kefar Glikson, Lahavot Haviva, Ma'anit, Maggal, Mezer, Mishmarot, Regavim.
- Moshav: En Iron, Gan Hashomeron, Kefar Pines, Ma'or, Me Ammi, Sede Yizhaq, Talme El'azar.
- Viles àrabs: Al-Aryan, Meiser, Umm Al-Qutuf.
- Viles jueves: Alonei Yitzhak, Mitzpe Ilan, Katzir,
- Hospital psiquiàtric: Sha'ar Menashe.